# Mazaniki
Mazaniki, Mazanniki (ros. Мазаники,Мазанники) – dawna wieś (ros. деревня, trb. dieriewnia) w zachodniej Rosji, w osiedlu wiejskim Lubawiczskoje rejonu rudniańskiego w obwodzie smoleńskim.

## Geografia
Miejscowość położona była nad Lutynią, 2 km od granicy z Białorusią, 14 km od najbliższego przystanku kolejowego (biał. Szuchaucy), 13,5 km od drogi magistralnej M1 «Białoruś», 2,5 km od drogi regionalnej 66N-1619 (66N-1608 / Wołkowo – Zarieczje – Driagili), 21,5 km od drogi federalnej R120 (Orzeł – Briańsk – Smoleńsk – granica z Białorusią), 9 km od centrum administracyjnego osiedla wiejskiego (Lubawiczi), 22,5 km od centrum administracyjnego rejonu (Rudnia), 78,5 km od Smoleńska.

## Demografia
W 2007 r. miejscowości nikt nie zamieszkiwał.

## Historia
W czasie II wojny światowej od lipca 1941 roku wieś była okupowana przez hitlerowców. Wyzwolenie nastąpiło w październiku 1943 roku.